# Морозівка (Житомирський район)
Моро́зівка — село в Україні, у Житомирському районі Житомирської області. Входить до складу Брусилівської селищної громади.

## Географія
Селом протікає річка Брусилівка, права притока Здвижу.

## Населення

### Мова
Розподіл населення за рідною мовою за даними перепису 2001 року:
| Мова       | Кількість | Відсоток |
| ---------- | --------- | -------- |
| українська | 1071      | 93.46%   |
| російська  | 66        | 5.76%    |
| білоруська | 4         | 0.35%    |
| румунська  | 4         | 0.35%    |
| вірменська | 1         | 0.08%    |
| Усього     | 1146      | 100%     |

## Історія
Перша писемна згадка про цей населений пункт датована 1607 роком як підтвердження володінь шляхтичами Бутовичами.
За розповідями старожилів, назва могла походити від прізвища боярина Морозовича. За однією із версій, назву перенесли переселенці із однойменного села на Сквирщині, що втікали від татарських набігів.
За декілька км на захід від села існував хутір Едвардів, відомості про який містяться у довіднику «Список населених пунктів Київської губернії» (1900): 
«Хут. Едвардів (власницький). У ньому дворів - 1, жителів обох статей - 4 особи, із них чоловіків - 2 і жінок - 2. Головне заняття жителів - землеробство. Відстань від повітового міста до хутора - 34 версти, від найближчих: залізничної станції - 33 версти, поштово-телеграфної і поштової (земської) - 3 версти. Залізнична станція носить назву Фастів. Поштово-телеграфна станція і поштова (земська) станція - знаходяться у м. Брусилів. У хуторі налічується 98 десятин землі, що належить товариству селян».

## Постаті
- Блюд Сергій Васильович (1986) — старший солдат Збройних сил України, учасник російсько-української війни.